# Stictopisthus subniger
Stictopisthus subniger là một loài tò vò trong họ Ichneumonidae.